# كرايغ فورمان
كرايغ فورمان (بالإنجليزية: Craig Forman)‏ هو صحفي أمريكي، ولد في 1961.